# Martin Max
Martin Max (Tarnowskie Góry, 7 de agosto de 1968) é um ex-futebolista alemão nascido na Polônia. 
Debutou profissionalmente já na Alemanha (ainda então na Alemanha Ocidental), terra de suas origens, no Borussia Mönchengladbach. Cinco temporadas depois, tendo acabado de conquistar a Copa da Alemanha, se transferiria para o Schalke 04, vencendo com a equipe de Gelsenkirchen a Copa da UEFA de 1997.
Só começou a ter real destaque de goleador, entretanto, durante as quatro temporadas em que ficou no Munique 1860, para onde se transferiu em 1999. Na primeira delas, foi logo artilheiro da Bundesliga; seus 19 gols foram fundamentais para o modesto segundo clube de Munique terminar na quarta colocação, classificando-se para as fases preliminares da Liga dos Campeões da UEFA. 
Após uma segunda temporada mais fraca (o clube, eliminado pelo Leeds United na fase preliminar do torneio europeu, ficou apenas em 11º e Max não brigou pela artilharia), voltou à boa forma na edição 2001/02 da Bundes, sendo novamente o maior goleador da competição, ofuscando a badalada contratação do croata Davor Šuker. Aos 34 anos, Max acabou chamado pelo técnico Rudi Völler para um amistoso da Seleção Alemã preparatório para a Copa do Mundo de 2002. A partida, terminada em derrota de 0 x 1 para a Argentina, acabaria sendo seu único jogo pela Mannschaft: ele não foi chamado para o mundial, e tampouco lembrado posteriormente.
Após uma nova temporada fraca, foi cedido no verão de 2003 ao Hansa Rostock. Mesmo aos 36 anos, fez uma ótima temporada, que acabaria sendo a sua de despedida, na nova equipe: anotou 20 gols no campeonato alemão (seus melhores números no torneio), ficando em terceiro na artilharia, gols que fizeram muita falta ao 1860; sem Max, seu ex-time acabaria rebaixado naquela edição, não tendo retornado desde então à elite.